# Kangayampalayam
Kangayampalayam è una suddivisione dell'India, classificata come census town, di 3.845 abitanti, situata nel distretto di Coimbatore, nello stato federato del Tamil Nadu. In base al numero di abitanti la città rientra nella classe VI (meno di 5.000 persone).

## Geografia fisica
La città è situata a 11° 01' 41 N e 77° 09' 04 E.

## Società

### Evoluzione demografica
Al censimento del 2001 la popolazione di Kangayampalayam assommava a 3.845 persone, delle quali 1.968 maschi e 1.877 femmine. I bambini di età inferiore o uguale ai sei anni assommavano a 263, dei quali 143 maschi e 120 femmine. Infine, coloro che erano in grado di saper almeno leggere e scrivere erano 2.777, dei quali 1.573 maschi e 1.204 femmine.